# That's the Way It Is (Elvis Presley)
| Recensione                    | Giudizio |
| ----------------------------- | -------- |
| AllMusic                      | [ 2 ]    |
| Christgau's Record Guide      | C+       |
| MusicHound                    | 2.5/5    |
| The Rolling Stone Album Guide | [ 5 ]    |
| Rough Guides                  | [ 6 ]    |

Elvis: That's the Way It Is è il 30° album in studio di Elvis Presley, pubblicato nel 1970 negli Stati Uniti, contenente la colonna sonora del documentario omonimo.

## Produzione
Quattro brani vennero registrati dal vivo all'International Hotel di Las Vegas nell’agosto 1970 mentre gli altri furono registrati a giugno 1970 nello Studio B della RCA di Nashville.

## Accoglienza
L'album raggiunse la posizione numero 21 nella classifica di Billboard 200 negli Stati Uniti dove rimase in classifica per 23 settimane e venne certificato disco d’oro dalla RIAA il 28 giugno 1973; nella classifica riservata al genere country raggiunse l'ottava posizione rimandovi per 17 settimane.

## Storia
L'album nacque a seguito di cinque giorni di sessioni di registrazione tenutesi nello Studio B di Nashville tra il 4 e l'8 giugno 1970. Elvis era appena emerso dagli impegni di Las Vegas e dal successo dell'album From Elvis in Memphis (con il quale aveva lanciato due singoli di successo). L'album venne prodotto da Felton Jarvis, il quale aveva già diretto una sessione di registrazione di Presley nel 1966. Con una squadra di nuovi musicisti Elvis iniziò ad adattare e interpretare molte canzoni, alcune delle quali faranno parte di questo album. 
L'LP venne pubblicato nel mese di novembre e contiene quattro canzoni live registrate durante il nuovo ingaggio a Las Vegas: I Just Can't Help Believin', Patch It Up, You've Lost That Lovin' Feeling e I've Lost You. Nel mese di ottobre era stato lanciato il singolo contenente You Don't Have To Say You Love Me / Pacht It Up che raggiunse la posizione numero 11 in classifica e vendette oltre 800 000 copie.
L'11 giugno 2000 la RCA ha pubblicato una versione "Special Edition" dell'album in tre CD. Essa contiene l'intero album rimasterizzato, più varie bonus tracks in studio. È presente l'intero show di mezzanotte del 12 agosto 1970 tenutosi all'International Hotel e le prove in sala di numerosi pezzi.

## Tracce

### Lato 1
| Traccia | Registrazione | Titolo                            | Autori                                                            | Durata |
| ------- | ------------- | --------------------------------- | ----------------------------------------------------------------- | ------ |
| 1.      | 8/11/70       | I Just Can't Help Believin'       | Cynthia Weil e Barry Mann                                         | 4:34   |
| 2.      | 6/4/70        | Twenty Days and Twenty Nights     | Scott Weisman e Clive Westlake                                    | 3:15   |
| 3.      | 6/5/70        | How the Web Was Woven             | David Most e Clive Westlake                                       | 3:25   |
| 4.      | 8/12/70       | Patch It Up                       | Eddie Rabbitt e Rory Bourke                                       | 4:03   |
| 5.      | 6/5/70        | Mary in the Morning               | Johnny Cymbal e Michael Rashkow                                   | 4:11   |
| 6.      | 6/6/70        | You Don't Have to Say You Love Me | Vicki Wickham, Simon Napier-Bell, Pino Donaggio, Vito Pallavicini | 2:30   |

### Lato 2
| Traccia | Registrazione | Titolo                          | Autori                                 | Durata |
| ------- | ------------- | ------------------------------- | -------------------------------------- | ------ |
| 1.      | 8/13/70       | You've Lost That Lovin' Feelin' | Barry Mann, Cynthia Weil, Phil Spector | 4:23   |
| 2.      | 8/11/70       | I've Lost You                   | Alan Blaikley e Ken Howard             | 3:43   |
| 3.      | 6/6/70        | Just Pretend                    | Guy Fletcher e Doug Flett              | 4:02   |
| 4.      | 6/5/70        | Stranger in the Crowd           | Winfield Scott                         | 3:47   |
| 5.      | 6/7/70        | The Next Step Is Love           | Paul Evans e Paul Parnes               | 3:31   |
| 6.      | 6/5/70        | Bridge Over Troubled Water      | Paul Simon                             | 4:29   |

### 2000 Special Edition Disc One Bonus Tracks
| Traccia | Registrazione | LP/CD                   | Catalogo | Data     | Pos. in Classifica | Titolo            | Autori                                    | Durata |
| ------- | ------------- | ----------------------- | -------- | -------- | ------------------ | ----------------- | ----------------------------------------- | ------ |
| 1.      | 6/7/70        | Love Letters from Elvis | LSP 4530 | 6/16/71  | numero 33          | Love Letters      | Edward Heyman e Victor Young              | 2:52   |
| 2.      | 6/7/70        | Love Letters from Elvis | LSP 4530 | 6/16/71  | numero 33          | When I'm Over You | Shirl Milete                              | 2:26   |
| 3.      | 8/11/70       | Walk a Mile In My Shoes | 66670-2  | 10/10/95 |                    | Something         | George Harrison                           | 3:40   |
| 4.      | 6/5/70        | Love Letters from Elvis | LSP 4530 | 6/16/71  | numero 33          | I'll Never Know   | Ben Weisman, Sid Wayne, Fred Karger       | 2:24   |
| 5.      | 6/8/70        | Elvis Now               | LSP 4671 | 2/20/72  | numero 43          | Sylvia            | Geoff Stephens e Les Reed                 | 3:17   |
| 6.      | 6/4/70        | Love Letters from Elvis | LSP 4530 | 6/16/71  | numero 33          | Cindy Cindy       | Dolores Fuller, Buddy Kaye, Scott Weisman | 2:31   |
| 7.      | 9/22/70       |                         | 47-9980  | 2/3/71   | numero 33          | Rags to Riches    | Richard Adler e Jerry Ross                | 1:54   |

### 2000 Special Edition Disc Two
| Traccia | Registrazione | Titolo                          | Autori                                                                  | Durata |
| ------- | ------------- | ------------------------------- | ----------------------------------------------------------------------- | ------ |
| 1.      | 8/12/70       | That's All Right                | Arthur Crudup                                                           | 2:32   |
| 2.      | 8/12/70       | Mystery Train / Tiger Man       | Herman Parker Jr., Sam Phillips / Lewis Burns, Al Lewis, Joe Hill Louis | 3:42   |
| 3.      | 8/12/70       | Hound Dog                       | Jerry Leiber e Mike Stoller                                             | 2:46   |
| 4.      | 8/12/70       | Love Me Tender                  | Vera Matson ed Elvis Presley                                            | 6:54   |
| 5.      | 8/12/70       | Just Pretend                    | Guy Fletcher e Doug Flett                                               | 4:12   |
| 6.      | 8/12/70       | Walk a Mile in My Shoes         | Joe South                                                               | 2:01   |
| 7.      | 8/12/70       | There Goes My Everything        | Dallas Frazier                                                          | 4:10   |
| 8.      | 8/12/70       | Words                           | Robin Gibb, Barry Gibb, Maurice Gibb                                    | 2:36   |
| 9.      | 8/12/70       | Sweet Caroline                  | Neil Diamond                                                            | 2:55   |
| 10.     | 8/12/70       | You've Lost That Lovin' Feelin' | Barry Mann, Cynthia Weil, Phil Spector                                  | 6:29   |
| 11.     | 8/12/70       | Polk Salad Annie                | Tony Joe White                                                          | 5:48   |
| 12.     | 8/12/70       | Heartbreak Hotel                | Mae Axton, Tommy Durden, Elvis Presley                                  | 1:45   |
| 13.     | 8/12/70       | One Night                       | Dave Bartholomew, Pearl King, Anita Steiman                             | 1:45   |
| 14.     | 8/12/70       | Blue Suede Shoes                | Carl Perkins                                                            | 1:31   |
| 15.     | 8/12/70       | All Shook Up                    | Otis Blackwell ed Elvis Presley                                         | 2:00   |
| 16.     | 8/12/70       | Little Sister / Get Back        | Doc Pomus, Mort Shuman / John Lennon, Paul McCartney                    | 3:32   |
| 17.     | 8/12/70       | I Was the One                   | Aaron Schroeder, Claude DeMetrius, Hal Blair, Bill Peppers              | 1:11   |
| 18.     | 8/12/70       | Love Me                         | Jerry Leiber & Mike Stoller                                             | 2:03   |
| 19.     | 8/12/70       | Are You Lonesome Tonight?       | Lou Handman & Roy Turk                                                  | 1:58   |
| 20.     | 8/12/70       | Bridge Over Troubled Water      | Paul Simon                                                              | 4:28   |
| 21.     | 8/12/70       | Suspicious Minds                | Mark James                                                              | 6:05   |
| 22.     | 8/12/70       | Can't Help Falling in Love      | George Weiss, Hugo Peretti, Luigi Creatore                              | 2:08   |

### 2000 Special Edition Disc Three
| Traccia | Registrazione | Titolo                                  | autori                                                            | Durata |
| ------- | ------------- | --------------------------------------- | ----------------------------------------------------------------- | ------ |
| 1.      | 8/13/70       | I Got a Woman                           | Ray Charles e Renald Richard                                      | 3:15   |
| 2.      | 8/10/70       | I Can't Stop Loving You                 | Don Gibson                                                        | 2:50   |
| 3.      | 8/12/70       | Twenty Days and Twenty Nights           | Scott Weisman e Clive Westlake                                    | 4:02   |
| 4.      | 8/10/70       | The Next Step Is Love                   | Paul Evans e Paul Parnes                                          | 3:31   |
| 5.      | 8/10/70       | You Don't Have to Say You Love Me       | Vicki Wickham, Simon Napier-Bell, Pino Donaggio, Vito Pallavicini | 2:33   |
| 6.      | 8/13/70       | Stranger in the Crowd                   | Winfield Scott                                                    | 3:59   |
| 7.      | 8/13/70       | Make the World Go Away                  | Hank Cochran                                                      | 3:50   |
| 8.      | 8/13/70       | Don't Cry Daddy                         | Mac Davis                                                         | 2:32   |
| 9.      | 8/13/70       | In the Ghetto                           | Mac Davis                                                         | 2:42   |
| 10.     | 7-8/70        | Peter Gunn Theme (strumentale)          | Henry Mancini                                                     | 1:02   |
| 11.     | 7-8/70        | That's All Right                        | Arthur Crudup                                                     | 2:34   |
| 12.     | 7-8/70        | Cottonfields                            | Huddie Ledbetter                                                  | 1:23   |
| 13.     | 7-8/70        | Yesterday                               | John Lennon e Paul McCartney                                      | 2:45   |
| 14.     | 7-8/70        | I Can't Stop Loving You                 | Don Gibson                                                        | 2:26   |
| 15.     | 7-8/70        | Such a Night                            | Lincoln Chase                                                     | 1:39   |
| 16.     | 7-8/70        | It's Now or Never                       | Eduardo di Capua, Aaron Schroeder, Wally Gold                     | 2:16   |
| 17.     | 7-8/70        | (Now and Then There's) A Fool Such as I | Bill Trader                                                       | 2:45   |
| 18.     | 7-8/70        | Little Sister / Get Back                | Doc Pomus, Mort Shuman / John Lennon, Paul McCartney              | 6:05   |
| 19.     | 7-8/70        | I Washed My Hands In Muddy Water        | Joe Babcock                                                       | 4:23   |
| 20.     | 7-8/70        | Johnny B. Goode                         | Chuck Berry                                                       | 3:04   |
| 21.     | 7-8/70        | Suspicious Minds                        | Mark James                                                        | 6:05   |
| 22.     | 7-8/70        | Can't Help Falling in Love              | George Weiss, Hugo Peretti, Luigi Creatore                        | 2:08   |
| 23.     | 7-8/70        | Santa Claus Is Back In Town             | Jerry Leiber e Mike Stoller                                       | 2:02   |
| 24.     | 7-8/70        | Farther Along                           | (traditional - pubblico dominio)                                  | 1:20   |
| 25.     | 7-8/70        | Oh Happy Day                            | (traditional - pubblico dominio)                                  | 1:50   |

## Formazione

### Tracce in studio
- Elvis Presley – voce, chitarra
- James Burton – chitarra
- Chip Young – chitarra
- David Briggs – pianoforte, organo
- Norbert Putnam – basso
- Jerry Carrigan – batteria
- Charlie McCoy – organo, armonica
- Farrell Morris - percussioni
- Weldon Myrick - steel guitar
- The Jordanaires - cori
- The Imperials - cori

### Tracce dal vivo
- Elvis Presley – voce
- James Burton – chitarra
- John Wilkinson – chitarra
- Charlie Hodge – chitarra, voce
- Glen Hardin – pianoforte
- Jerry Scheff – basso
- Ronnie Tutt – batteria
- Millie Kirkham - cori
- The Sweet Inspirations - cori
- The Imperials - cori
- The Joe Guercio Orchestra